# Мустафа паша Алянак
Мустафа паша Алянак (на турски: Mustafa Paşa, Alyanak) е османски военен и администратор.

## Биография
От август 1857 до февруари 1858 година е валия на Айдънския вилает в Измир, а от февруари 1858 до март 1860 година е валия на Одрин. От март 1860 до юли 1863 година е валия на Скопие. В 1863 - 1867 година е валия на Диарбекир. От ноември 1867 до юли 1868 г. е главнокомандващ на Пета армия. В 1871 година е началник на полицията (заптиетата). От август 1876 до юли 1878 година е валия на Шкодра.
Умира в 1884 година.